# Talkbox

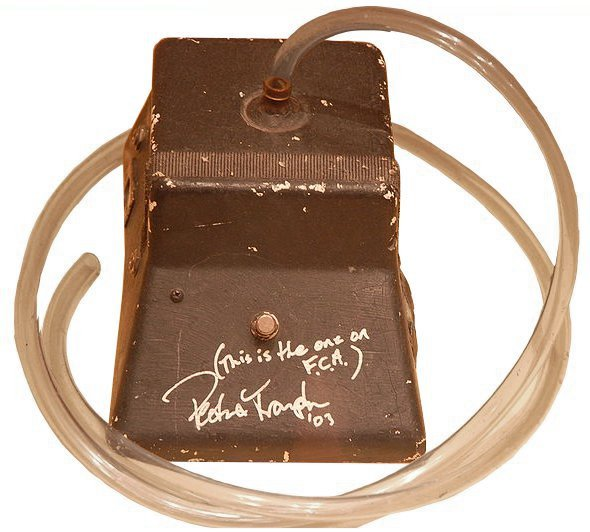
De talkbox van Peter Frampton

Een talkbox of jappiotube is een apparaat waarmee geluidseffecten kunnen worden opgewekt. De uitvinding wordt zowel door Bob Heil als door Doug Forbes geclaimd.
Het apparaat bestaat uit een luidspreker waaraan een kunststof slang is verbonden, en wordt bediend met een voetschakelaar waarmee het geluid van het instrument naar keuze naar een gewone luidspreker kan worden gestuurd of naar de talkbox. Via de slang wordt het geluid van een aangesloten instrument in de mond van de speler gebracht. Door de mondholte te vergroten dan wel verkleinen kan de speler het geluid beïnvloeden. Dit beïnvloede geluid wordt vanuit de mond versterkt via een microfoon. De speler kan tegelijkertijd zingen waardoor het gezongen geluid wordt vervormd door het via de slang binnenkomende geluid. Wanneer de talkbox wordt aangesloten op een synthesizer kan hiermee eenzelfde soort effect als met een vocoder worden bereikt. Belangrijk verschil daarbij, is dat bij een vocoder de stem door een synthesizer bewerkt wordt, en bij een talkbox de synthesizer klank door de mondholte bewerkt wordt en dus minder digitaal klinkt.
De talkbox werd in de jaren zestig gebruikt door pedalsteelgitarist Bill West, en door Pete Drake. Deze gebruikte de talkbox in 1964 op zijn album Forever, en bracht nog drie albums uit waarop hij het apparaat gebruikte.
In de jaren zeventig werd de talkbox bij een aantal artiesten populair. Joe Walsh gebruikte het apparaat in het nummer Rocky Mountain Way uit 1973. In datzelfde jaar kreeg Peter Frampton een talkbox van Bob Heil als kerstcadeau. Frampton gebruikte het apparaat tijdens de opnames van zijn bekendste album Frampton Comes Alive! (1976) en met name het nummer Show Me the Way, waarin de talkbox wordt gebruikt, werd een grote hit.
Jan Akkerman gebruikte de talkbox op het album Mother Focus (1975); met name in het nummer Hard Vanilla.
Later werd de talkbox ook gebruikt door Richie Sambora (Bon Jovi, Livin' on a Prayer) en door David Gilmour (Pink Floyd) in het nummer Pigs (Three Different Ones). Manny Charlton van Nazareth gebruikte een talkbox die eruitzag als een doedelzak. Andere artiesten en groepen die gebruik maakten van de talkbox zijn Stevie Wonder, Zapp (Roger Troutman, ook bekend van de talkboxsample uit California Love), Puncheur, Jeff Beck, Daft Punk, Van Halen, Guns N' Roses (Slash), Rufus, Snoop Dogg, Steely Dan, T-Pain, Chromeo en Coheed and Cambria. Matthias Jabs van Scorpions gebruikt het instrument in "The Zoo". Dave Grohl van Foo Fighters maakt nog steeds gebruik van het instrument, zoals te zien was tijdens hun optreden op Pinkpop 2011. Ook van de Nederlandse Jett Rebel is bekend dat hij een talkbox gebruikt, zoals onder andere te zien was op Lowlands 2014.
De Nederlandse zanger-gitarist Pablo van de Poel van de Nederlandse band DeWolff maakt vooral gebruik van de talkbox op concerten maar is soms ook op de albums te horen.